# Sávos díszmárna
Sávos díszmárna (Puntius lineatus) kedvelt díszhal, bár az utóbbi időben visszaesett a kereslet iránta.

## Megjelenése
Kifejlett kori testmérete általában 5–6 cm körül alakul. Hasonlít a zebracsíkos díszmárnára (Puntius johorensis), valamint a Puntius gemellus-ra, és a P. trifasciatus-ra is. Alapszínezete sárgás-barnás, hasoldalán ezüstös, testén 4-6 fekete hosszanti csík fut végig (változattól függően).

## Tartása
22-26 Celsius-fokot igényel, hozzá lehetőleg lágy-enyhén kemény, valamint enyhén savas (pH 6-6,5) kémhatású vizet töltsünk. Tartása egyszerű, kezdők számára sem bonyolult feladat. Mint a legtöbb márnafaj, csapatos hal, legalább 6 egyedet gondozzunk. Félárnyékos medencében, melyet úszónövények által szűrt világítással oldhatunk meg legkönnyebben, otthonosan mozog.
Minimum 120 literes medencébe helyezzük őket, ahol társíthatjuk dániókkal, hasonló díszmárnákkal is.

## Szaporodása
Szabadon ívó hal, ikráit elszórja az aljzatra. Ikrafaló hal, ha az ikrák nem megfelelő búvóhelyt nyújtó talajra hullanak, jó részüket könnyedén felfalhatják akár a szülők is. Tenyésztésekor épp ezért ikrarácsot érdemes alkalmazni. A kishalak kikelés után még szikzacskójukból táplálkoznak, ezután kezdenek el vadászni apró élő eledelekre, mint amilyenek a papucsállatkák is, de hamar el tudják fogyasztani a nagyobb méretű alsóbbrendű vízi állatokat is.

## Életmódja
Mozgékony, csapatos hal, a természetben szívesen úszik rajokba verődve, ha akváriumban tartjuk, akkor erre ügyeljünk. Növények közt találhat magának megfelelő búvóhelyeket, de ez a szabad kiúszótér rovására ne menjen. A sötét talaj fokozza biztonságérzetét!
A kereskedelemben kapható száraz haleledeleket elfogadja, de célszerű néha szúnyoglárvával, tubifexel, forrázott salátalevéllel, cukkínivel is kiegészíteni étrendjét egészsége és természethű táplálása érdekében.
Nappal aktív hal.